# Односторонняя функция сжатия

Односторонняя функция сжатия

Односторонняя функция сжатия в криптографии — функция, которая образует значение длиной {\displaystyle n} на выходе при задании двух входных значений длиной {\displaystyle n}. Одностороннее преобразование означает, что легко вычислить значение хеш-функции по прообразу, но трудно создать прообраз, значение хеш-функции которого равно заданной величине.
Односторонняя функция сжатия используется, например, в структуре Меркла — Дамгора внутри криптографических хеш-функций.
Односторонние функции сжатия часто построены из блочных шифров. Для того, чтобы превратить любой стандартный блочный шифр в одностороннюю функцию сжатия существуют схемы Дэвиса — Мейера, Матиса — Мейера — Осеаса, Миагути — Пренеля (функции сжатия одноблочной длины).

## Функция сжатия
Функции сжатия представляют собой функции, которые получают на вход строку переменной длины и преобразуют её в строку фиксированной, обычно меньшей, длины.
Например, если вход А имеет длину в 128 бит, вход B в 128 бит, и они сжаты вместе в один выход в 128 бит. Это то же самое, как если бы один-единственный 256-битовый вход сжимался вместе в один выход в 128 бит.
Некоторые функции сжатия имеют различный размер двух входов, но выход, как правило, имеет такой же размер, как и один из входов. Например, вход А может быть 256 бит, вход B 128 бит, и они сжаты вместе с одним выходом в 128 бит. То есть, в общей сложности 384 входных битов сжимаются вместе до 128 выходных битов.
Таким образом, смешивание выполняется за счет достижения лавинного эффекта.То есть, каждый выходной бит зависит от каждого входного бита.

## Односторонняя функция
Функция сжатия в одну сторону должна обладать следующими свойствами:
- Стойкость к поиску первого прообраза — отсутствие эффективного полиномиального алгоритма вычисления обратной функции, то есть нельзя восстановить текст {\displaystyle m} по известной его свертке {\displaystyle H(m)} за реальное время (необратимость). Это свойство эквивалентно тому, что хеш-функция является односторонней функцией.
- Стойкость к поиску второго прообраза (коллизиям первого рода). Зная входное сообщение {\displaystyle m_{1}} и его свёртку {\displaystyle H(m_{1})}, вычислительно невозможно найти другой вход {\displaystyle m_{2}}, чтобы {\displaystyle H(m_{1})=H(m_{2})}.
- Стойкость к коллизиям (коллизиям второго рода). Должно быть вычислительно невозможно подобрать пару сообщений {\displaystyle m_{1}} и {\displaystyle m_{2}} , что {\displaystyle H(m_{1})=H(m_{2})}.[7]

Сведём задачу криптоанализа хеш-функций к задаче поиска коллизии: сколько сообщений надо просмотреть, чтобы найти сообщения с двумя одинаковыми хешами.
Вероятность встретить одинаковые хеши для сообщений из двух разных наборов, содержащих {\displaystyle n_{1}} и {\displaystyle n_{2}} текстов, равна {\displaystyle P\thickapprox 1-e^{-{\frac {n_{1}\cdot n_{2}}{2^{l}}}}}. Если {\displaystyle n_{1}=n_{2}=2^{l/2}}, то вероятность успеха атаки {\displaystyle P\thickapprox 1-e^{-1}\thickapprox 0,63}, а сложность проведения атаки {\displaystyle 2^{l/2+1}} операций.
Чтобы найти коллизию, надо сгенерировать два псевдослучайных множества сообщений (в каждом множестве {\displaystyle 2^{n/2}} сообщений) и найти для них хеши. Тогда, согласно парадоксу дней рождения (см. также атака «дней рождения»), вероятность того, что среди них найдется пара сообщений с одинаковыми хешами, больше 0,5. Атака требует большого объёма памяти для хранения текстов и эффективных методов сортировки.

## Структура Меркла — Дамгора

Структура Меркла — Дамгора, где IV — начальное значение свертки (фиксированный вектор), — функция сжатия.

Суть конструкции заключается в итеративном процессе последовательных преобразований, когда на вход каждой итерации поступает блок исходного текста и выход предыдущей итерации.
Наиболее широко используются хеш-функции, основанные на этой конструкции в MD5, SHA-1 и SHA-2.
Хеш-функция должна преобразовывать входное сообщение произвольной длины в выходное фиксированной длины. Это может быть достигнуто путём разбиения входного сообщения на ряд одинаковых по размеру блоков, и их последовательной обработки односторонней функцией сжатия. Функция сжатия может быть либо специально разработана для хеширования, либо представлять собой функцию блочного шифрования.
Атака нахождения второго прообраза (учитывая сообщение {\displaystyle m_{1}}, злоумышленник находит ещё одно сообщение {\displaystyle m_{2}}, чтобы удовлетворить {\displaystyle H(m_{1})=H(m_{2})}) может быть выполнена в соответствии с Килси и Шнайером, для сообщения из 2k блоков может быть выполнена за время k × 2n/2+1 + 2n-k+1. Важно отметить, если сообщения длинные, то сложность атаки находится между 2n/2 и 2n, а когда длина сообщения становится меньше, сложность приближается к 2n.
Роль функции сжатия может осуществлять любой блочный шифр E. Данная идея легла в основу развития конструкции Меркла — Дамгора в схемах Дэвиса — Мейера, Матиса — Мейера — Осеаса, Миагути — Пренеля.

## Структура Дэвиса — Мейера

Схема Дэвиса — Мейера

В данной схеме блок сообщения {\displaystyle m_{i}} и предыдущее значение хеш-функции {\displaystyle H_{i-1}} поступают в качестве ключа и блока открытого текста соответственно на вход блочного шифра {\displaystyle E}. Получившийся в результате шифрования блок закрытого текста суммируется (операция XOR) с результатом предыдущей итерации хеширования ({\displaystyle H_{i-1}}) для получения следующего значения хеш-функции ({\displaystyle H_{i}}).
В математических обозначениях схему Дэвиса — Мейера можно записать как:
{\displaystyle H_{i}=E_{m_{i}}{(H_{i-1})}\oplus {H_{i-1}}.}
Если блочный шифр использует, например, 256-битный ключ, то каждый блок сообщений ({\displaystyle m_{i}}) представляет собой 256-битный фрагмент сообщения. Если же блочный шифр использует размер блока в 128 бит, то входные и выходные значения хеш-функции в каждом раунде составляют 128 бит.
Важным свойством конструкции Дэвиса — Мейера является то, что даже если базовый блок шифрования является полностью безопасным, можно вычислить неподвижные точки для построения: для любого {\displaystyle m} можно найти значение {\displaystyle h} такое что {\displaystyle E_{m}(h)\oplus h=h} : просто нужно установить {\displaystyle h=E_{m}^{-1}(0)}.
Безопасность структуры Дэвиса — Мейера была впервые доказана Винтерницом.

## Структура Матиса — Мейера — Осеаса

Схема Матиса-Мейера-Осеаса

Это версия схемы Девиса — Мейера: блоки сообщения применяются как ключи криптосистемы. Схема может быть использована, если блоки данных и ключ шифрования имеют один и тот же размер. Например, AES хорошо подходит для этой цели.
В данной конструкции блок сообщения {\displaystyle m_{i}} и предыдущее значение хеш-функции {\displaystyle H_{i-1}} поступают в качестве ключа и блока открытого текста соответственно на вход блочного шифра {\displaystyle E}. Но уже значение {\displaystyle H_{i-1}} подвергается предварительной обработке функцией {\displaystyle g} из-за возможных различий в размерах хеш-суммы и размере ключа шифра {\displaystyle E}. Эта функция реализует отображение n-битного значения хеш-
функции в k-битный ключ шифра {\displaystyle E}. В результате применения операции шифрования, получается блок закрытого текста, который суммируется с соответствующим ему блоком открытого текста ({\displaystyle m_{i}}).
В математических обозначениях схему Матиса — Мейера — Осеаса можно записать как:
{\displaystyle H_{i}=E_{g(H_{i-1})}(m_{i})\oplus m_{i}.}

## Структура Миагути — Пренеля

Схема Миагучи-Пренеля

Схема Миагути — Пренеля — расширенная версия схемы Матиса — Мейера — Осеаса. Отличие в том, что блок закрытого текста суммируется не только с соответствующим ему блоком открытого текста ({\displaystyle m_{i}}), но и с результатом предыдущей итерации хеширования ({\displaystyle H_{i-1}}). Чтобы сделать алгоритм более устойчивым к атаке, исходный текст, ключ шифра и зашифрованный текст складываются с помощью операции XOR и создают новый дайджест. Эта схема используется в Whirlpool для создания хеш-функции. Результат суммирования {\displaystyle H_{i}} определяется уравнением:
{\displaystyle H_{i}=E_{g(H_{i-1})}(m_{i})\oplus H_{i-1}\oplus m_{i}.}

### Книги
- Alfred J. Menezes, Paul C. van Oorschot, Scott A. Vanstone. Chapter 9 // Hash Functions and Data Integrity. — 5-e изд. — August 2001. — С. 328.
- Брюс Шнайер. Прикладная криптография. — 2-e изд. — 2006. — С. 37—38. — 610 с.
- В.В.Ященко. Введение в криптографию. — 1999. — С. 30. — 271 с.
- С.Баричев, Р.Серов. Основы современной криптографии. — Москва, 2001. — С. 106—108. — 122 с.
- С.В.Дубров. Основы современной криптографии. — Новосибирск, 2012. — С. 65—67. — 260 с.
- John Kelsey and Bruce Schneier. Second preimages on n-bit hash functions for much less than 2n work. — 2005. — С. 474–490.
- R. Winternitz. A secure one-way hash function built from DES. — IEEE Press, 1984. — С. 88—90.

### Научные статьи
- Авезова Яна Эдуардовна. Современные подходы к построению хеш-функций на примере финалистов конкурса sha-3. — Москва, 2015.
- А. В. Антонов. [www.hups.mil.gov.ua/periodic-app/article/1988/soivt_2012_2_23.pdf Развитие метода построения хеш-функции]. — Харьков, 2012.